# Mario Monicelli
Mario Monicelli (Roma, 16 de mayo de 1915 - Roma, 29 de noviembre de 2010) fue un director de cine y guionista italiano, considerado uno de los maestros de la Commedia all'italiana ("Comedia a la italiana").

## Biografía
Monicelli nació en Roma, siendo el hijo menor del periodista mantuano Tomaso Monicelli. Su hermano mayor, Giorgio Monicelli, trabajó como escritor y traductor.
Asistió al liceo local y entró al mundo del cine a través de su amistad con Giacomo Forzano, hijo del dramaturgo Giovacchino Forzano, quien había sido encargado por Mussolini de la fundación de estudios de cine en Tirrenia. Monicelli vivió una juventud liberal y muchas de sus bromas que aparecen en Amici miei fueron producto de sus propias experiencias.
Realizó su primer cortometraje en 1934 junto con su amigo Alberto Mondadori. Este fue seguido por un filme mudo, I ragazzi della via Paal, el cual ganó un premio en el Festival Internacional de Cine de Venecia. Su primer largometraje fue Pioggia d'estate (1937). Durante 1939 y 1942, Monicelli escribió numerosos guiones (aproximadamente cuarenta) y trabajó como asistente de dirección.
Monicelli hizo su debut oficial como director en 1949, en el filme Totò cerca casa, codirigido por Stefano Vanzina. Desde sus inicios, su estilo de filmación demostró ser particularmente fluido. Vanzina y Monicelli dirigieron exitosamente ocho películas más en cuatro años, entre las que se encuentran Guardias y ladrones y Totò a colori. A partir de 1953, Monicelli trabajó solo, sin dejar de escribir guiones.
Varios de los trabajos de Monicelli son considerados obras maestras del cine italiano. Un ejemplo de esto es I soliti ignoti, protagonizada por el comediante Totò, Vittorio Gassman y Marcello Mastroianni, la cual es considerada la primera obra de la Commedia all'italiana. La gran guerra, estrenada en 1959, es considerado como su mejor trabajo y estuvo nominado a un Premio Óscar. El filme ganó el León de Oro y estuvo protagonizado por Gassman y Alberto Sordi. La película fue aclamada por la ausencia de acentos retóricos (la tragedia de la Primera Guerra Mundial todavía estaba presente en la mente de los italianos) y por su sentido tragicómico y cortante de historia. Otras dos películas de Monicelli estuvieron nominadas a los Premios Óscar: Los compañeros y La ragazza con la pistola.
Otro de sus filmes, L'armata Brancaleone, también es clasificado entre los mejores del cine italiano. La película cuenta la historia de un caballero italiano pobre en la Edad Media desde un punto de vista cómico. Fue reconocida por los diálogos en latín macarrónico de Gassman, como el caballero, escritos por Age & Scarpelli. El filme tuvo una secuela, Brancaleone alle crociate, estrenada en 1970.

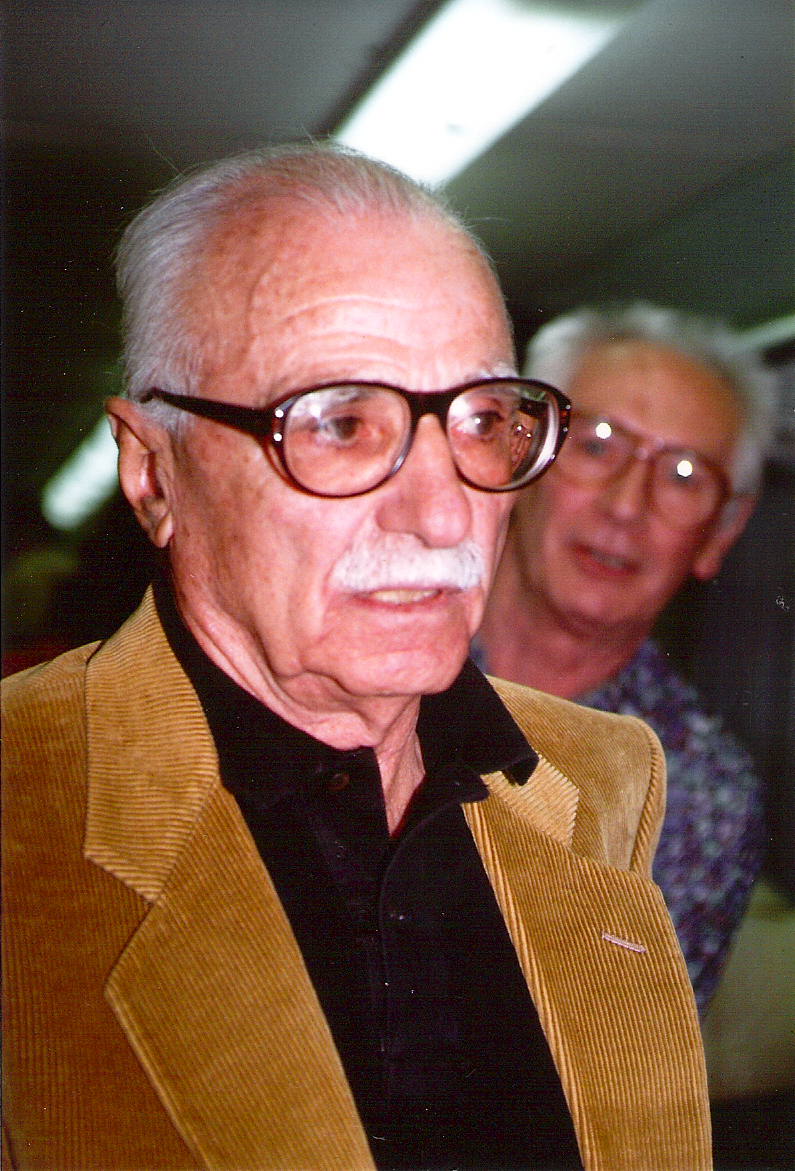
Mario Monicelli en diciembre de 2007

En 1975, Monicelli dirigió Amici miei, protagonizado por Ugo Tognazzi y Philippe Noiret. La película fue una de las películas más exitosas en Italia y fue alabada por su mezcla de humor, ironía y sentimiento amargos. En 1978, dirigió Un borghese piccolo piccolo, en la cual predominó el drama. Sin embargo, Monicelli regresó a la comedia con la película de 1981 Il marchese del Grillo. Ambos filmes fueron protagonizados por Alberto Sordi.
Entre los últimos trabajos de Monicelli se encuentran Speriamo che sia femmina (1985), Parenti serpenti y Cari fottutissimi amici.
Monicelli también trabajó para televisión y teatro y, en algunas ocasiones, como actor y dramaturgo.
Monicelli colaboró con muchos de los actores italianos más importantes del siglo XX, entre los que se pueden mencionar: Marcello Mastroianni, Monica Vitti, Anna Magnani, Giancarlo Giannini, Stefania Sandrelli, Vittorio de Sica, Sophia Loren, Enrico Maria Salerno, Gian Maria Volonté, Paolo Villaggio, Nino Manfredi y Vittorio Gassman.
Monicelli murió el 29 de noviembre de 2010 al lanzarse por una ventana, desde el quinto piso, del Hospital San Giovanni en Roma, donde había sido ingresado para recibir tratamiento por un cáncer de próstata.

## Filmografía

### Como director
- I ragazzi della via Paal (1935)
- Pioggia d'estate (1937)
- Totò cerca casa (1949)
- Al diavolo la celebrità (1949)
- È arrivato il cavaliere (1950)
- Vita da cani (1950)
- Guardias y ladrones (1951)
- Totò e le donne (1952)
- Totò e i re di Roma (1952)
- Le infedeli (1953)
- Proibito (1954)
- Totò e Carolina (1955)
- Un eroe dei nostri tempi (1955)
- Donatella (1956)
- Padres e hijos (1957)
- Il medico e lo stregone (1957)
- Los desconocidos de siempre / Rufufú (I soliti ignoti) (1958)
- La Gran Guerra (1959)
- Risate di gioia (1960)
- Boccaccio 70 (1962)
- I compagni (1963)
- Alta infedeltà (1964)
- Casanova 70 (1965)
- La armada Brancaleone (L'armata Brancaleone) (1966)
- Le fate (1966)
- Capriccio all'italiana (1968)
- La ragazza con la pistola (1968)
- Toh, è morta la nonna! (1969)
- Brancaleone alle crociate (1970)
- La mortadella (1971)
- Le coppie (1971)
- Vogliamo i colonnelli (1973)
- Romanzo popolare (1974)
- Habitación para cuatro (Amici miei) (1975)
- Signore e signori, buonanotte (1976)
- Caro Michele (1976)
- I nuovi mostri (1977)
- Un burgués pequeño, muy pequeño (Un borghese piccolo piccolo) (1977)
- Temporale Rosy (1979)
- Viaggio con Anita (1979)
- El marqués del Grillo (1981)
- Camera d'albergo (1981)
- Un quinteto a lo loco (Amici miei atto II) (1982)
- Bertoldo, Bertoldino e... Cacasenno (1984)
- Le due vite di Mattia Pascal (1985)
- Speriamo che sia femmina (1986)
- Los alegres pícaros (I picari) (1987)
- 12 directores para 12 ciudades (1989, documental)
- La moglie ingenua e il marito malato (1989)
- Il male oscuro (1990)
- Rossini! Rossini! (1991)
- Parenti serpenti (1992)
- Cari fottutissimi amici (1994)
- Facciamo paradiso (1995)
- Esercizi di stile (1996)
- Topi di appartamento (1997, cortometraje)
- Un amico magico: il maestro Nino Rota (1999, documental)
- Panni sporchi (1999)
- Come quando fuori piove (2000, miniserie)
- Un altro mondo è possibile (2001, documental)
- Lettere dalla Palestina (2002, documental)
- Firenze, il nostro domani (2003, documental)
- Le rose del deserto (2006)

### Como guionista
- I ragazzi della via Paal (1935)
- Pioggia d'estate (1937)
- La granduchessa si diverte (1940)
- Brivido (1941)
- La donna è mobile (1942)
- Cortocircuito (1943)
- Il sole di Montecassino (1945)
- Aquila nera (1946)
- Il corriere del re (1947)
- La figlia del capitano (1947)
- Gioventù perduta (1947)
- Accidenti alla guerra! (1948)
- Il cavaliere misterioso (1948)
- L'ebreo errante (1948)
- I Miserabili (1948)
- Follie per l'opera (1948)
- Come scopersi l'America (1949)
- Il conte Ugolino (1949)
- Il lupo della Sila (1949)
- Totò cerca casa (1949)
- Al diavolo la celebrità (1949)
- Il tradimento (1949)
- Botta e risposta (1950)
- Il brigante Musolino (1950)
- È arrivato il cavaliere (1950)
- L'inafferrabile 12 (1950)
- Soho Conspiracy (1950)
- Vita da cani (1950)
- Totò e i re di Roma (1951)
- Amo un assassino (1951)
- Accidenti alle tasse!! (1951)
- Core 'ngrato (1951)
- È l'amor che mi rovina  (1951)
- Tizio, Caio, Sempronio  (1951)
- Guardias y ladrones (1951)
- Vendetta... sarda (1951)
- Cani e gatti (1952)
- Cinque poveri in automobile (1952)
- Perdonami (1952)
- Totò a colori (1952)
- Totò e le donne (1952)
- Giuseppe Verdi (1953)
- Cavalleria rusticana (1953)
- Le infedeli (1953)
- Il più comico spettacolo del mondo (1953)
- Un turco napoletano (1953)
- Proibito (1954)
- Guai ai vinti (1954)
- La donna più bella del mondo (1955)
- Totò e Carolina  (1955)
- Un eroe dei nostri tempi (1955)
- Donatella (1956)
- Padri e figli (1957)
- Il medico e lo stregone (1957)
- I soliti ignoti (1958)
- La grande guerra (1959)
- Risate di gioia (1960)
- A cavallo della tigre (1961)
- Boccaccio '70 (1962)
- Los compañeros (1963)
- Frenesia dell'estate (1963)
- Casanova '70 (1965)
- L'armata Brancaleone (1966)
- I nostri mariti (1966)
- La ragazza con la pistola (1968)
- Toh, è morta la nonna! (1969)
- Brancaleone alle crociate (1970)
- Vogliamo i colonnelli (1973)
- Amici miei (1975)
- Un borghese piccolo piccolo (1977)
- Gran bollito (1977)
- Temporale Rosy (1979)
- Il marchese del Grillo (1981)
- Camera d'albergo (1981)
- Amici miei atto II (1982)
- Bertoldo, Bertoldino e... Cacasenno (1984)
- Speriamo che sia femmina (1985)
- Le due vite di Mattia Pascal (1985)
- I picari (1987)
- Il male oscuro (1989)
- Rossini! Rossini! (1991)
- Parenti serpenti (1992)
- Cari fottutissimi amici (1994)
- Facciamo paradiso (1995)
- Un amico magico: il maestro Nino Rota (1999, documental)
- Panni sporchi (1999)
- Come quando fuori piove (2000, miniserie)
- Le rose del deserto (2006)

### Como actor
- Rue du Pied de Grue (1969)
- Sono fotogenico (1980)
- Il ciclone (1996)
- Bajo el sol de la Toscana (2003)

## Premios y distinciones
Premios Óscar
| Año  | Categoría                          | Película                  | Resultado |
| ---- | ---------------------------------- | ------------------------- | --------- |
| 1959 | Mejor película de habla no inglesa | Rufufú                    | Nominado  |
| 1960 | Mejor película de habla no inglesa | La Gran Guerra            | Nominado  |
| 1965 | Mejor argumento y guion original   | Los camaradas             | Nominado  |
| 1966 | Mejor argumento y guion original   | Casanova 70               | Nominado  |
| 1969 | Mejor película de habla no inglesa | La ragazza con la pistola | Nominado  |
| 1979 | Mejor película de habla no inglesa | ¡Que viva Italia!         | Nominado  |

Festival Internacional de Cine de Berlín
| Año  | Categoría                         | Película              | Resultado |
| ---- | --------------------------------- | --------------------- | --------- |
| 1957 | Oso de Plata                      | Padres e hijos        | Ganador   |
| 1976 | Oso de Plata a la mejor dirección | Caro Michele          | Ganador   |
| 1982 | Oso de Plata a la mejor dirección | El marqués del Grillo | Ganador   |

Festival Internacional de Cine de Venecia
| Año  | Categoría            | Película             | Resultado |
| ---- | -------------------- | -------------------- | --------- |
| 1959 | León de Oro          | La gran guerra       | Ganador   |
| 1959 | Mención especial     | La gran guerra       | Ganador   |
| 1991 | León de Oro Especial | León de Oro Especial | Ganador   |

Festival Internacional de Cine de San Sebastián
| Año  | Categoría                            | Película     | Resultado |
| ---- | ------------------------------------ | ------------ | --------- |
| 1958 | Concha de Plata a la mejor dirección | Rufufú       | Ganador   |
| 1965 | Concha de Plata a la mejor dirección | Casanova '70 | Ganador   |